# سور المدينة المنورة
سور المدينة المنورة هو سور بني خلال سنة  367 هـ الي 372 هـ في عصر عضد الدولة البويهي. 

## السور الاول
لم يكن للمدينة المنورة في القرنين الأول والثاني الهجريين سور، وفي القرن الثالث الهجري تعرضت المدينة المنورة لهجمات متعددة كان آخرها هجوم بني كلاب عليها عام 263هـ، حيث جاء الصريخ إلى بغداد فجمعت الأموال من التجار، وأرسلت إلى المدينة، فقام أميرها محمد بن إسحاق الجعدي ببناء سور من الطوب واللبن وجعل له أربعة أبواب: باب في المشرق يخرج منه إلى البقيع، وباب في المغرب يخرج منه إلى العقيق وإلى قباء، وباب ما بين الشمال إلى الغرب، وباب آخر يخرج منه إلى قبور الشهداء بأحد.

## السور الثاني
وفي الفترة من عام 367هـ ـ 372هـ جدد عضد الدولة البويهي سور المدينة، وجعل له أربعة أبواب وصفها المقدسي بأنها هائلة، وهي: 
1. باب البقيع.
2. باب الثنية.
3. باب جهينة.
4. باب الخندق.

ولم يمض على السور قرنان من الزمان حتى تهدم ولم يبق منه إلا آثاره ورسمه، فقام جمال الدين محمد بن أبي المنصور المعروف بالجواد الأصبهاني عام 540هـ بتجديد سور للمدينة محكم حفظ أهلها من الأعادي، فلهجت الألسن بالدعاء له، وكان الخطيب بالمدينة يقول في خطبته: اللهم صن حريم من صان حرم نبيك بالسور، محمد بن علي بن أبي المنصور، وقد جدد هذا السور أيام السلطان حسن بن السلطان الناصر محمد بن قلاون سنة 751هـ، كما جدد أجزاء منه السلطان الأشرف قايتباي عام 881هـ

## السور الثالث

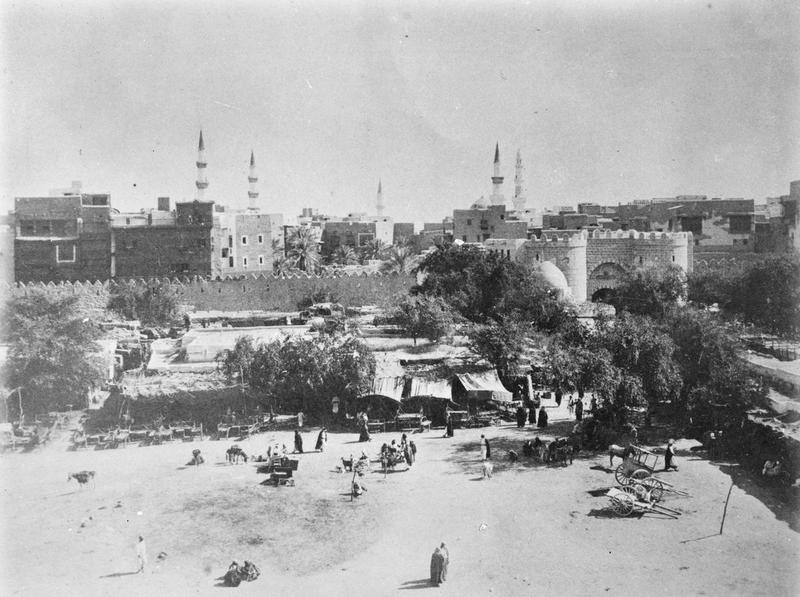
باب المصري

في عام 558هـ أقام نور الدين زنكي سوراً آخر أحاط بالسور القديم والتجمعات السكانية التي أقيمت خارجه، ويبدو أن سور نور الدين هذا قد عفا رسمه ولم يبق منه شيء كما نص عليه غير واحد من المؤرخين، ولم يذكره السمهودي المتوفى عام 911هـ حين وصف سور المدينة في عصره مما يؤكد زواله، ويقول ابن موسى في رسالته: (أما السور البراني فقد كان في أوائل القرن الماضي غير موجود 
في عام 939هـ قام السلطان سليمان القانوني بتجديد السور الذي بناه الجواد الأصبهاني تجديداً كاملاً، بدأ العمل به عام 939هـ وانتهى في 15 شعبان 946هـ، وبلغ طوله 3000م، بارتفاع يتراوح بين 10.50 إلى 12م.وقد صرف على هذا السور مبلغ ضخم قُدّر بأكثر من مائة ألف دينار، عدا الخشب والحديد والحبال والرصاص والدهانات، وكان لهذا السور أربعة أبواب هي: باب الجمعة أو البقيع، وينفذ للبقيع، وهو (الباب الشرقي)، وباب القلعة باب الشامي وهو في الشمال، وينفذ لطريق الجرف وسيدنا حمزة، والباب الصغير (وهو في جنوب الباب الشامي) وينفذ للمناخة للقادم من الشمال بعد دخوله من الباب الشامي، وباب المصري (وهو في الغرب ويسمى باب سويقة) ينفذ للمناخة للقادم من المسجد الشريف من سوق الحدرة.ويعد هذا السور أضخم وأقوى وأعلى سور بني إلى ذلك الوقت.وقد جدده السلطان محمد بن إبراهيم خان عام 1078هـ ثم أصلح ما تهدم منه السلطان محمود خان عام 1162هـ ثم جدده أيضاً السلطان عبد العزيز سنة 1285هـ وجعل ارتفاعه 25 متراً وبنى فيه 40 برجاً تشرف على جوانب المدينة الأربعة مزودة بالمدافع والآلات الحربية.وفي زمن عمارة السلطان عبد المجيد للمسجد النبوي فتح في هذا السور باب سمي باسمه باب المجيدي، وينفذ لبئر حاء.كما أحدث بعد ذلك في آخرعهد الأتراك: باب الحمام، وينفذ لذروان وشارع العوالي. وباب بصري، وينفذ لشارع السحيمي ومحلة باب المجيدي. وباب القاسمية، وينفذ من المناخة إلى الشونة.وبعد هذا السور الذي بناه السلطان سليمان رحمه الله أحدث سور آخر غربي المدينة محيط بالبيوت التي في خارج السور الأول في غربه وجنوبه، بدأ من البقيع واتجه جنوباً إلى قباء فالعنبرية إلى السور الكبير الذي بناه السلطان سليمان.
وجعل لهذا السور خمسة أبواب: باب العوالي، وباب الوسط شرقاً، وباب قباء جنوباً، وباب العنبرية في الجنوب الغربي، ويسمى بالباب الحميدي لأن السلطان عبد الحميد جدده وزاد في السور من تلك الناحية في سنة 1305هـ، ثم سمي بالباب الرشادي نسبة إلى محمد الخامس العثماني (محمد الخامس رشاد) من آخر سلاطين بني عثمان، وباب الكومة في الشمال الغربي، وهذا السور أساسه من حجر وارتفاعه عن وجه الأرض من اللبن والطين مجصص، والمشهور بين أهل المدينة أنهم هم الذين بنوه في عهد محمد علي باشا والي مصر، بأمر من السلطان محمود، وذلك بعد الحملة التي جهزها على المدينة المنورة وإخراج القوات السعودية الأولى منها
وظلت على هذا الوضع حتى أزيلت ضمن مشروع إزالة سور المدينة المنورة الذي بدأ عام 1370هـ، 1950م.
1. ↑  تاريخ معالم المدينة المنورة قديما وحديثا | مجلد 1 | صفحة 251 | " الباب الرابع عشر " " أسوار المدينة.
2. ↑  "تاريخ معالم المدينة المنورة قديماً و حديثاً - الخياري، أحمد ياسين - کتابخانه مدرسه فقاهت". lib.eshia.ir (بالفارسية). اطلع عليه بتاريخ 2024-01-27.
3. ↑  شعبان, أحمد محمد (2005-05). "أسوار المدينة المنورة في التاريخ" (بother). {{استشهاد بدورية محكمة}}: الاستشهاد بدورية محكمة يطلب |دورية محكمة= (help) and تحقق من التاريخ في: |تاريخ= (help)صيانة الاستشهاد: لغة غير مدعومة (link)